# Towarzystwo Sportowo-Gimnastyczne „Strzelec”
Towarzystwo Sportowo-Gimnastyczne „Strzelec” (także Towarzystwo „Strzelec” lub „Strzelec”) – polska, legalna organizacja o charakterze paramilitarnym założona pod koniec 1910 w Krakowie przez Eugeniusza Kiernika. Władze austriackie oficjalnie zalegalizowały ugrupowanie 1 grudnia 1910.

## Struktura i profil
Oddziałami terenowymi Towarzystwa „Strzelec” były koła, które starano się zakładać w miejscowościach, gdzie działało minimum ośmiu członków organizacji. Mimo starań Towarzystwo „Strzelec” miało ograniczoną liczbę kół i było organizacją o charakterze lokalnym.
Najwyższą władzą w organizacji było Walne Zgromadzenie, w którym brali udział delegaci poszczególnych kół. Zarząd Główny zwoływał Walne Zgromadzenie raz do roku, a do jego zadań należało m.in. uchwalenie budżetu organizacji, rozliczenie dotychczasowego Zarządu z działalności oraz wybór nowego Zarządu, Sądu Towarzystwa i Komisji Rewizyjnej. Bieżącym sprawowaniem władzy w Towarzystwie zajmował się Zarząd Główny, na czele którego stał prezes. Od 1911 do rozwiązania organizacji w 1914 tę funkcję sprawował poseł do parlamentu Austro-Węgier Włodzimierz Tetmajer.
Dążąc do zjednoczenia organizacji strzeleckich, czyli Związku Strzeleckiego i Towarzystwa „Strzelec”, w 1912 planowano utworzenie jawnej Polskiej Federacji Strzeleckiej. Jednakże władze austriackie nie wyraziły na to zgody, obawiając się powstania dużej organizacji o charakterze niepodległościowym, niepodlegającej kontroli władz Austro-Węgier.
Formalnie władzę nad organizacjami sprawował Wydział Związku Strzeleckiego, jednakże faktycznie był to utajony Wydział Związku Walki Czynnej, w 1912 zastąpiony Radą Główną ZWC.
W chwili wybuchu I wojny światowej członkowie Towarzystwa „Strzelec” wraz z członkami Związku Strzeleckiego i Polskich Drużyn Strzeleckich zostali zmobilizowani, tworząc znaczącą siłę zbrojną. Początkowo były to tzw. kompanie kadrowe, a od 16 sierpnia 1914 Legiony Polskie.
Formalne rozwiązanie Towarzystwa Sportowo-Gimnastycznego „Strzelec” nastąpiło dopiero 11 maja 1922.